# Département d'Escuintla
Escuintla est l'un des 22 départements du Guatemala. Sa capitale est la ville d'Escuintla. Sa population est d'environ 733 181 habitants, pour une superficie de 4 384 km2.

## Municipalités
1. Escuintla
2. Guanagazapa
3. Iztapa
4. La Democracia
5. La Gomera
6. Masagua
7. Nueva Concepción
8. Palín (Guatemala)
9. San José
10. San Vicente Pacaya
11. Santa Lucía Cotzumalguapa
12. Siquinalá
13. Tiquisate